# 井桁貞義
井桁 貞義（いげた さだよし、1948年5月16日 - 2024年8月22日）は、日本のロシア文学者、翻訳家。
早稲田大学名誉教授。専門は異文化コミュニケーション論、ロシア近代文学、ロシア現代文化、国際文化学。
日本ロシア文学会元会長。
実父はロシア語学者・井桁貞敏。露和辞典など父の後を継いで編纂している。

## 経歴・人物
神奈川県出身。1967年、東京教育大学附属高等学校（現・筑波大学附属高等学校）卒業。早稲田大学文学部ロシア文学科卒業、同大学院博士課程修了。長年、早稲田大学文学学術院教授を務め、2013年3月退職（同年4月から1年間非常勤講師）。

## 著書
- 『私・他者・世界 - ドストエフスキイにおける<意識>の問題』（清信社） 1972
- 『ドストエフスキイ』（清水書院） 1989.6
- 『マルチメディアは文学を変えるか』（大日本印刷） 1996.2
- 『現代ロシアの文芸復興』（群像社） 1996.4　ISBN 9784905821069
- 『文学理論への招待』（早稲田大学文学部） 2001.12　ISBN 488752157X
- 『ドストエフスキイ・言葉の生命』（群像社） 2003.3　ISBN 9784905821809
- 『文化の境界 境界の文化 - 異文化コミュニケーション論の構想』（早稲田大学出版部） 2008.4　ISBN 9784657800022
- 『名作に学ぶロシア語 初歩から購読へ』（ナウカ出版） 2008.10　ISBN 9784904059012
- 『ドストエフスキイと日本文化 漱石・春樹、そして伊坂幸太郎まで』（教育評論社） 2011.3　ISBN 9784905706588
- 『罪と罰 いま読み解くドストエフスキイ』（ナウカ出版、 「名作に学ぶロシア語」読本シリーズ） 2021.7　ISBN 9784904059128

### 共編著
- 『非常事態のソ連 - ソ連人によるソ連社会の病状報告』（宝島社） 1990.9
- 『ソビエト・カルチャー・ウォッチング』（窓社） 1991.4
- 『こんにちわ、ロシア語』（山崎紀美子共著、くろしお出版） 1993
- 『ロシア語、次のステップ』（山崎紀美子共著、くろしお出版） 1994
- 『199X年のユートピア・ヴィジョン』（阿部出版） 1994.9
- 「ドストエフスキイ文献集成」全22巻（本間暁共編、大空社） 1995 - 1996
  1. 『ドストエーフスキイ』（瀬戸義直）
  2. 『人及芸術家としてのトルストイ並にドストイエフスキー』（メレジユコーフスキー、森田草平, 安倍能成共訳）
  3. 『ドストイエフスキイ』（新城和一）
  4. 『トルストイ研究 : ドストイエフスキイ号 - 第2ドストイエフスキイ号 / 生長する星の群 : ドストエフスキイ記念号』
  5. 『ドストエウスキイ』（森田草平, 倉田潮）
  6. 『ドストエフスキー』（アンドレ・ジイド、武者小路実光, 小西茂也共訳）
  7. 『書物 : 特集ドストイエフスキイ研究 ; 浪漫古典 : ドストイエフスキイ研究』
  8. 『悲劇の哲学』（レオ・シェストフ、河上徹太郎, 阿部六郎共訳）
  9. 『綜合研究ドストエーフスキイ再観』（昇曙夢）
  10. 『ドストエーフスキイ研究 : 弁証法神学より観たる / ドストエフスキー研究 : 医学的・心理学的立場に於ける』（ツゥルナイゼン、丸川仁夫訳 / チム・セガロフ、五味松樹, 国松孝二共訳）
  11. 『ドストイェフスキイ : 作品と生涯 / ドストイェフスキーの精神分析』（J・M・マリ、西村孝次訳 / ヨラン・ノイフェルト、平塚義角訳）
  12. 『人生探究者ドストエフスキイ』（竹村清）
  13. 『ドストエフスキイの生活』（小林秀雄）
  14. 『ドストイェフスキイの世界観』（ベルジャーエフ、香島次郎訳）
  15. 『英雄と祭典 : ドストエフスキイ論』（堀場正夫）
  16. 『偉大なる憤怒の書』（ウオリンスキイ、埴谷雄高訳）
  17. 『ドストエフスキイ伝』（エーメ・ドストエフスキイ、高見裕之訳）
  18. 『ドストエフスキーの哲学』（池島重信）
  19. 『ドストイェフスキイ . ロシアの虚無主義』（中山省三郎 / 西谷啓治）
  20. 『討論・ロシア作家研究 / ドストエフスキイの哲学 : 神・人間・革命』（「近代文学」同人編、和辻哲郎ほか著）
  21. 『ドストエフスキイ論考 : 1893～1950』
  22. 『ドストイエフスキイ文献考 / ドストエフスキイ文献年表・解説』（木寺黎二 / 井桁貞義, 本間暁共編）
- 『現代ロシア文化』（望月哲男, 沼野充義, 亀山郁夫共著、国書刊行会） 2000.2　ISBN 4336042047
- 『ロシア・インターネットの世界』（ナジェージダ・東井共著、東洋書店） 2001.3
- 『初めて学ぶロシア文学史』（藤沼貴, 水野忠夫共著、ミネルヴァ書房） 2003.9　ISBN 9784623037544
- 『コンサイス露和辞典』第5版（三省堂） 2003
- 『コンサイス和露辞典』第3版（三省堂） 2005

## 翻訳
- 『ユートピア旅行記叢書9 東欧・ロシア』（草野慶子共訳、岩波書店） 1998.9
- 『ロシア・エチケットへの旅 - ロシアの人々と楽しく、気楽につきあうための7章』（ボリーソヴナ冨田・マルガリータ、東洋書店） 2000.7　ISBN 9784885953002
- 『廃墟のなかのロシア』（アレクサンドル・ソルジェニーツィン、坂庭淳史, 上野理恵との共訳、草思社） 2000.10　ISBN 9784794210074
- 『ロシア人・生まれてから死ぬまで - その習慣・儀礼・信仰』（マルガリータ・冨田、東洋書店） 2003.2　ISBN 9784885954320
- 『ハルムスの小さな船』（ダニイル・ハルムス、西岡千晶絵、長崎出版） 2007.4　ISBN 9784860951986
- 『やさしい女 / 白夜』（ドストエフスキー、講談社文芸文庫） 2010.8　ISBN 9784062900966

## メディア出演
- NHK教育テレビ「ロシア語会話」（1995年4月 - 1996年3月）
- NHKラジオ「ロシア語講座」（2006年4月 - 2008年3月）